# Vans
Vans je americká firma vyrábějící obuv pro skateboarding a oblečení založená Paulem Van Dorenem v roce 1966, sídlící v Kalifornii. Historicky první pobočka firmy Vans se nachází na 704 East Broadway ve městě Anaheim. Boty Vans nosí především mladí a teenageři.

## Historie
Značka Vans byla založena roku 1966 Paul Van Dorenem. Van Doren, který se narodil v roce 1930 v Bostonu. Jeho matka pracovala v Randyho obuvnické firmě, kde poté, co opustil školu, pracoval i on sám. Po nějaké době se stal výkonným ředitelem této firmy. Paul Van Doren však celý svůj život toužil si založit svou vlastní firmu, což také dokázal se svými přáteli a svým bratrem Jim Van Dorenem.[zdroj?]
Logo Vans vytvořil Mark Van Doren, syn Jamese Van Dorena, ve stylu, který mu umožní jeho sprejování na skateboard.
Slogan "Off the wall" pochází ze slangu skateboardistů, znamenající "dělat triky v prázdném bazénu".
Firmu založili v Cypress v Kalifornii, později otevřeli maloobchodní prodejnu na 704 East Broadway. Obliba značky Vans pomalu, ale jistě stoupala – vrchol přišel v roce 1982, kdy se ve filmu Fast Times at Ridgemont High objevil hlavní hrdina, Sean Penn, v modelu Vans Slip-On. Díky tomu se začaly boty Vans prodávat po celých Spojených státech a později i po celém světě.[zdroj?]
V roce 2000 se Vans umístila na prvním místě v seznamu nejlepších malých společností v Americe časopisu Forbes.[zdroj?]